# Planalto da Borborema
Planalto da Borborema (Płaskowyż Borborema) – płaskowyż w północno-wschodniej Brazylii, ciągnący się przez środkową część stanu Paraíba, sięgający południowego fragmentu stanu Rio Grande do Norte; część Wyżyny Brazylijskiej. Najwyższe wzniesienie ma wysokość 1123 m n.p.m. Klimat półpustynny, przeważają rzadkie, kolczaste lasy i krzewy, tzw. caatinga. Występują złoża rud tantalu, litu, berylu, ponadto wydobywane są także kamienie szlachetne (akwamaryn) i półszlachetne (cytryn). W regionie rozwinięta hodowla bydła i zbiór wosku.